# Ґодвін Фрайдей
Ґодвін Елліот Лорейн Фрайдей (англ. Godwin Friday; нар. 28 вересня 1959) — політик із Сент-Вінсента, лідер опозиції Сент-Вінсента і Гренадин, член парламенту від Північних Гренадин і президент Нової демократичної партії.
На загальних виборах 28 березня 2001 року Фрайдей був обраний до Палати зборів виборчого округу Північні Гренадини. Зберіг своє місце на виборах 2005, 2010, 2015 та 2020 років.

## Освіта
Фрайдей здобув ступінь бакалавра мистецтв з історії та політології в Університеті Ватерлоо та ступінь бакалавра права в Університеті Королівства в Канаді. У 1985 році здобув ступінь магістра історії у Ватерлоо. У 1989 році здобув ступінь доктора політичних досліджень у Квінсі.

## Кар'єра
У 2016 році Арнхім Юстас, лідер партії та лідер опозиції Сент-Вінсента і Гренадин, подав у відставку, і в залишив для Фрайдея посаду лідера партії та лідера опозиції.